# -shat
Hậu tố -shat (có cách chuyển tự khác là -šat) được tìm thấy trong tên địa danh tiếng Armenia. Hậu tố này có nghĩa là "vui; hạnh phúc", bắt nguồn từ šād ("vui, vui mừng") trong tiếng Parthia và tiếng Ba Tư trung đại, xa hơn là từ šiyāta- trong tiếng Ba Tư cổ.
Địa danh tại Armenia có hậu tố này:
- Yervandashat (Eruandashat)
- Artashat (Artaxata)
- Ashtishat